# 河原和寿
河原 和寿（かわはら かずひさ、1987年1月29日 - ）は、埼玉県出身の元プロサッカー選手、サッカー指導者。ポジションはFW・攻撃的MF。

## 来歴
大宮東高校時代からU-16、U-17、U-18、U-19の各世代で日本代表に選出された実績を持ち、ユース年代から将来を嘱望されていた。
高校卒業後、J1・アルビレックス新潟に入団。2006年のJ1リーグ戦第7節ヴァンフォーレ甲府戦でリーグ戦初出場及び初ゴールを記録した。2007年、FIFA U-20ワールドカップに選出され、レギュラーとして活躍。得点は挙げられなかったものの、日本代表のベスト16進出に貢献した。
2009年、新潟からJ2に新規参入したばかりの栃木SCに期限付き移籍。戦力的に厳しいチームの中でエースとして孤軍奮闘し、13得点を記録する活躍を見せ、2010年に新潟に復帰。しかし、2010シーズン開幕戦先発メンバー入りを果たしたものの、その後は出場機会を得られず、同年8月よりJ2・大分トリニータへ期限付き移籍。大分ではシーズン途中の加入ながらレギュラーの座を掴み、リーグ戦17試合に出場し2得点を記録した。
2011年、新潟から栃木SCへ期限付き移籍。2009年在籍時の活躍から、背番号を大分時代を除いて今まで付けていた20番から11番に変更した。2012年からは栃木へ完全移籍。開幕から4試合連続先発出場したが、その後怪我により欠場し、復帰後もなかなか出番がもらえず、無得点でシーズンを終了。2012年いっぱいで契約満了となった。同年には元グラビアアイドルの山本早織と結婚(その後離婚している)、2013年、愛媛FCに完全移籍。
2018年5月6日、第13節の栃木SC戦で、史上36人目となるJ2通算300試合出場を達成する。
2020年1月、現役引退と愛媛FCアカデミーコーチ就任が発表された。
2023年から2024年は愛媛FCのトップチームコーチを務めた。
2025年、スカウトに就任した。

## 人物
- 特徴的な坊主頭と顔立ちが俳優のえなりかずきを思わせるため、一部のサポーターから「えなり」という愛称で呼ばれているが、本人は「その愛称は嫌い。自分は自分。」とあまり気に入っていない。[要出典]
- 尊敬している選手は、元同僚の岡山哲也。そのため2007年の背番号を決めるときに、自らすすんでそれまで岡山が使用していた『20』番を希望した。[要出典]
- ヴァンフォーレ甲府とはJ初得点の相手だったのをはじめ、栃木に移籍した2009年も3戦全てで得点を挙げるなど、非常に相性がよい「甲府キラー」である。2009年のJ2第10節で右45度からのミドルシュートを決めたとき、当時の甲府の監督だった安間貴義が「なぜそれが入るのか」と驚いていた。[要出典]

## 所属クラブ
ユース経歴
- 1999年 - 2001年 行田市立西中学校
- 2002年 - 2004年 埼玉県立大宮東高校

プロ経歴
- 2005年 - 2011年  アルビレックス新潟
  - 2009年  栃木SC (期限付き移籍)
  - 2010年8月 - 同年12月  大分トリニータ (期限付き移籍)
  - 2011年  栃木SC (期限付き移籍)
- 2012年  栃木SC
- 2013年 - 2019年  愛媛FC

## 個人成績
| 国内大会個人成績 | 国内大会個人成績 | 国内大会個人成績 | 国内大会個人成績 | 国内大会個人成績 | 国内大会個人成績 | 国内大会個人成績 | 国内大会個人成績 | 国内大会個人成績 | 国内大会個人成績 | 国内大会個人成績 | 国内大会個人成績 |
| 年度             | クラブ           | 背番号           | リーグ           | リーグ戦         | リーグ戦         | リーグ杯         | リーグ杯         | オープン杯       | オープン杯       | 期間通算         | 期間通算         |
| 年度             | クラブ           | 背番号           | リーグ           | 出場             | 得点             | 出場             | 得点             | 出場             | 得点             | 出場             | 得点             |
| 日本             | 日本             | 日本             | 日本             | リーグ戦         | リーグ戦         | リーグ杯         | リーグ杯         | 天皇杯           | 天皇杯           | 期間通算         | 期間通算         |
| ---------------- | ---------------- | ---------------- | ---------------- | ---------------- | ---------------- | ---------------- | ---------------- | ---------------- | ---------------- | ---------------- | ---------------- |
| 2005             | 新潟             | 27               | J1               | 0                | 0                | 1                | 0                | 1                | 0                | 2                | 0                |
| 2006             | 新潟             | 27               | J1               | 5                | 1                | 0                | 0                | 1                | 0                | 6                | 1                |
| 2007             | 新潟             | 20               | J1               | 14               | 1                | 3                | 0                | 1                | 1                | 18               | 2                |
| 2008             | 新潟             | 20               | J1               | 18               | 0                | 3                | 0                | 2                | 0                | 23               | 0                |
| 2009             | 栃木             | 20               | J2               | 48               | 13               | -                | -                | 1                | 0                | 49               | 13               |
| 2010             | 新潟             | 20               | J1               | 4                | 0                | 0                | 0                | -                | -                | 4                | 0                |
| 2010             | 大分             | 19               | J2               | 17               | 2                | -                | -                | 2                | 1                | 19               | 3                |
| 2011             | 栃木             | 11               | J2               | 29               | 2                | -                | -                | 2                | 1                | 31               | 3                |
| 2012             | 栃木             | 11               | J2               | 16               | 0                | -                | -                | 1                | 0                | 17               | 0                |
| 2013             | 愛媛             | 20               | J2               | 34               | 5                | -                | -                | 0                | 0                | 34               | 5                |
| 2014             | 愛媛             | 20               | J2               | 38               | 13               | -                | -                | 2                | 2                | 40               | 15               |
| 2015             | 愛媛             | 20               | J2               | 41               | 11               | -                | -                | 1                | 1                | 42               | 12               |
| 2016             | 愛媛             | 20               | J2               | 31               | 2                | -                | -                | 2                | 0                | 33               | 2                |
| 2017             | 愛媛             | 20               | J2               | 37               | 11               | -                | -                | 0                | 0                | 37               | 11               |
| 2018             | 愛媛             | 20               | J2               | 26               | 2                | -                | -                | 0                | 0                | 26               | 2                |
| 2019             | 愛媛             | 20               | J2               | 6                | 0                | -                | -                | 1                | 0                | 7                | 0                |
| 通算             | 日本             | 日本             | J1               | 41               | 2                | 7                | 0                | 5                | 1                | 53               | 3                |
| 通算             | 日本             | 日本             | J2               | 323              | 61               | -                | -                | 12               | 5                | 335              | 66               |
| 総通算           | 総通算           | 総通算           | 総通算           | 364              | 63               | 7                | 0                | 17               | 6                | 388              | 69               |

その他の公式戦
- 2015年
  - J1昇格プレーオフ 1試合0得点

- Jリーグ初出場・初得点 - 2006年4月8日 J1-第7節 ヴァンフォーレ甲府戦(松本アルウィン)

- Jリーグ出場記録
  - 2005年、2006年、2007年、2008年、2009年、2010年、2011年、2012年、2013年

## 代表歴
- U-16、U-17日本代表 (2003、2004)
- U-18, U-19, U-20日本代表 (2005, 2006, 2007)
  - AFCユース選手権2006 (出場5試合・2得点)
  - 2007 FIFA U-20ワールドカップ (出場3試合・0得点)

## 指導歴
- 2020年 - 愛媛FC
  - 2020年 - 2022年 U-15 コーチ
  - 2023年 - 2024年 トップチーム コーチ